# Ocupação de Terras na Beira-Baixa
Ocupação de Terras na Beira-Baixa (1976) é um documentário de média-metragem,  da Cinequanon, realizado por António de Macedo, que ilustra o movimento de ocupação de terras da Quinta da Vargem, em Unhais da Serra.

## Sinopse
A Quinta da Vargem, em Unhais da Serra, é parte de um  grande latifúndio de 20 mil hectares pertencente à Casa Garrett. A propriedade é ocupada por trinta trabalhadores assalariados, num processo de luta exemplar.
Cerceado por um meio fascista «de caciques, lacaios e padres reaccionários», aquele pequeno grupo de trabalhadores agrícolas, jovens na sua maioria, obtém o apoio do MFA e do Ministério do Trabalho.
Na perspectiva dos trabalhadores rurais, o trabalho agrícola dependerá do Movimento da Reforma Agrária. Por ela lutam firmemente os camponeses.

## Ficha técnica
- Realização –  António de Macedo
- Produção – Cinequanon
- Director de produção – Leonel Brito
- Formato – 16 mm p/b
- Género – documentário (cinema militante)
- Duração – 40’
- Distribuição – Cinequanon

## Enquadramento histórico
A obra, pelo seu propósito interventivo, enquadra-se na categoria de cinema militante, prática recorrente dos Kinoks portugueses da geração dos anos setenta. Em curtas, médias e longas-metragens, explorando os métodos do cinema directo, ocupando o seu espaço entre as obras pioneiras do novo cinema, o género prolifera no terreno fértil de Portugal, na segunda metade da década.

## Artigos relacionados
- As Armas e o Povo (colectivo)
- Cravos de Abril de Ricardo Costa
- Cinema militante (ver: anos setenta)

## Festivais
- Mostra de Cinema de Intervenção – Portugal 76 (Estoril)